# بعمرة (مصياف)
بعمرة قرية تتبع ناحية عين حلاقيم في منطقة مصياف في غرب محافظة حماة في سورية.
أحدثت البلدية بتاريخ 18 أيار 2008. عدد سكانها 2100 نسمة.
تقع قرية بعمرة إلى الجنوب الغربي من مدينة حماة، وتبعد عن حماة عن طريق عقرب 59 كم وعن طريق حماة مصياف 62 كم. تمتاز بوجود طرق مؤدية منها إلى مشتى الحلو وإلى صافيتا والدريكيش :
من حماة إلى عقرب وبعمرة وعين حلاقيم ومشتى الحلو. ومن حماة إلى عقرب وبعمرة وعاشق عمر- عين شمس- صافيتا. وكذلك تعتبر نقطة ربط بين طريقي مصياف المشتى ومصياف حمص حيث يصل طريق يمتد من بعمرة إلى البياضية نقطة الربط بينهما تمتاز بارتفاعها عن سطح البحر وهي تقع على سفح تله منبسطة مفتوحة الرؤية من كل الاتجاهات فيها ينابيع كثيرة ودائمة الجريان ومياه عذبة وكذلك فيها مشروع مياه يروي سبعة قرى ـ بعمرة والدليبة وآق دوكار- القلعة وبيت ناطر- حوير- حرمل.

## الخدمات والمرافق
يوجد فيها مقصف ميس الريم من الجهة الشرقية للقرية ويوجد فيها روضة أطفال نموذجية.

## الزراعة والحياة البرية
تشتهر بزراعة القمح والزيتون والبصل الأحمر وتعتبر الأولى على مستوى المحافظة بإنتاج البصل الأحمر.
تمتاز بوجود أعشاب طبيعية ضمن أراضيها من زعتر بري وحلبة وزعرور وجرجير ونعناع وبابونج وزوفا وزوبع وطيون وزيزفون سوري وتوت بري وقويسينة. يزرع التين والعنب فيها بكثافة.